# Nobleza de toga
La nobleza de toga, del francés «noblesse de robe», fue una clase social aparecida en el reino de Francia a partir del siglo XV, asociada con la adquisición de cargos venales al servicio de la Corona francesa. A diferencia de la nobleza feudal tradicional (conocida como  "nobleza de la espada", en francés: «noblesse d'épée»), la nobleza de toga no estaba asociada a un título nobiliario concreto, como el de barón o vizconde (aunque el titular también podía tener un título de este tipo). Por el contrario, la nobleza de toga se adquiría por medio del desempeño de determinados cargos judiciales o administrativos al servicio de la corona, como el presidente de un tribunal o parlement, o recaudador de impuestos. Estos cargos eran tratados como una propiedad privada, y podían ser heredados o transferidos a cambio de grandes sumas.
Aunque en principio la nobleza de toga se extinguía con la pérdida del cargo, una misma familia que hubiera ostentado el estatus nobiliario durante tres generaciones quedaba automáticamente ennoblecida. Esto contribuyó a crear una estricta conciencia de grupo entre la nobleza de toga. Como administradores vitalicios de numerosas instituciones del estado, la nobleza de toga tuvo una influencia fundamental durante la Francia del Antiguo Régimen. 

## Orígenes

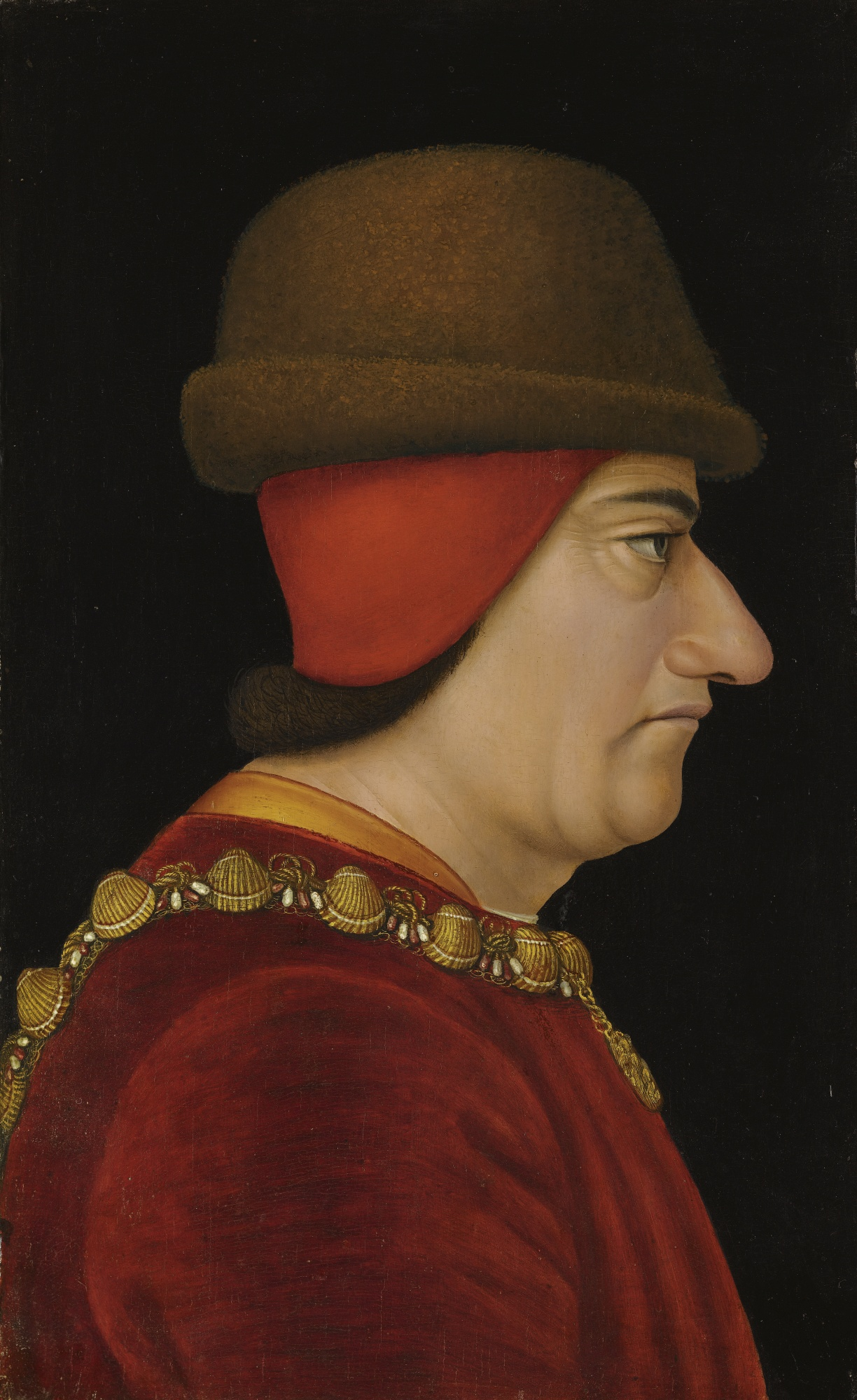
Luis XI, el "Rey Araña", fue el monarca medieval francés que más esfuerzos hizo por desarrollar la autoridad real frente a la de la noblesse d'épée, extendiendo la venta de cargos venales que traían el ennoblecimiento.

A finales de la Edad Media, tras el fin de la guerra de los Cien Años y la epidemia de Peste Negra, el prestigio y la influencia de la nobleza tradicional francesa (noblesse d'épée, «nobleza de espada»), se había inclinado en favor de la autoridad real. Con el ánimo de extender su autoridad por todos sus dominios, los monarcas tardo-medievales como Luis XI iniciaron la creación de una administración real centralizada, para lo cual tuvieron que abolir muchos de los privilegios feudales y señoriales que hasta entonces distinguían a cada región de Francia. Al mismo tiempo, y debido a su creciente influencia tanto local como internacional, las necesidades fiscales del rey de Francia fueron creciendo. Así, al tiempo que se aprobaban nuevos impuestos o se le transfería el privilegio de recaudar alguno de ellos, la administración del monarca encontró una nueva forma de recibir ingresos en la creación y venta de cargos públicos al servicio del rey.
Esta política de venta de cargos venales fue usada con profusión en los siglos subsiguientes, y creó toda una nueva clase social privilegiada, la llamada nobleza de toga. La designación "de toga" provenía del hecho de que los cargos venales más típicos era los cargos judiciales en los diversos parlamentos de Francia, cuyos miembros se vestían con togas.
La venalidad de estos cargos resultó especialmente gravosa a largo plazo. Por un lado, al conferir un cargo vitalicio el monarca transfería parte de su propia autoridad a un particular; en muchos casos la capacidad de acción política de la monarquía francesa se vio condicionada por la oposición de la nobleza de toga a sus políticas. Por otro lado, la adquisición de un cargo público al servicio del rey confería nobleza al titular del mismo, y por tanto toda una serie de privilegios que hacían el cargo especialmente atractivo, como la exención de impuestos, lo que conllevaba una considerable pérdida de ingresos fiscales a largo plazo. Por todo esto, la demanda de cargos públicos fue siempre muy grande, lo que llevó a algunos monarcas como a Enrique III o a Luis XIII a crear muchos más cargos públicos de los necesarios, con el consiguiente coste político y financiero a largo plazo.

## Características

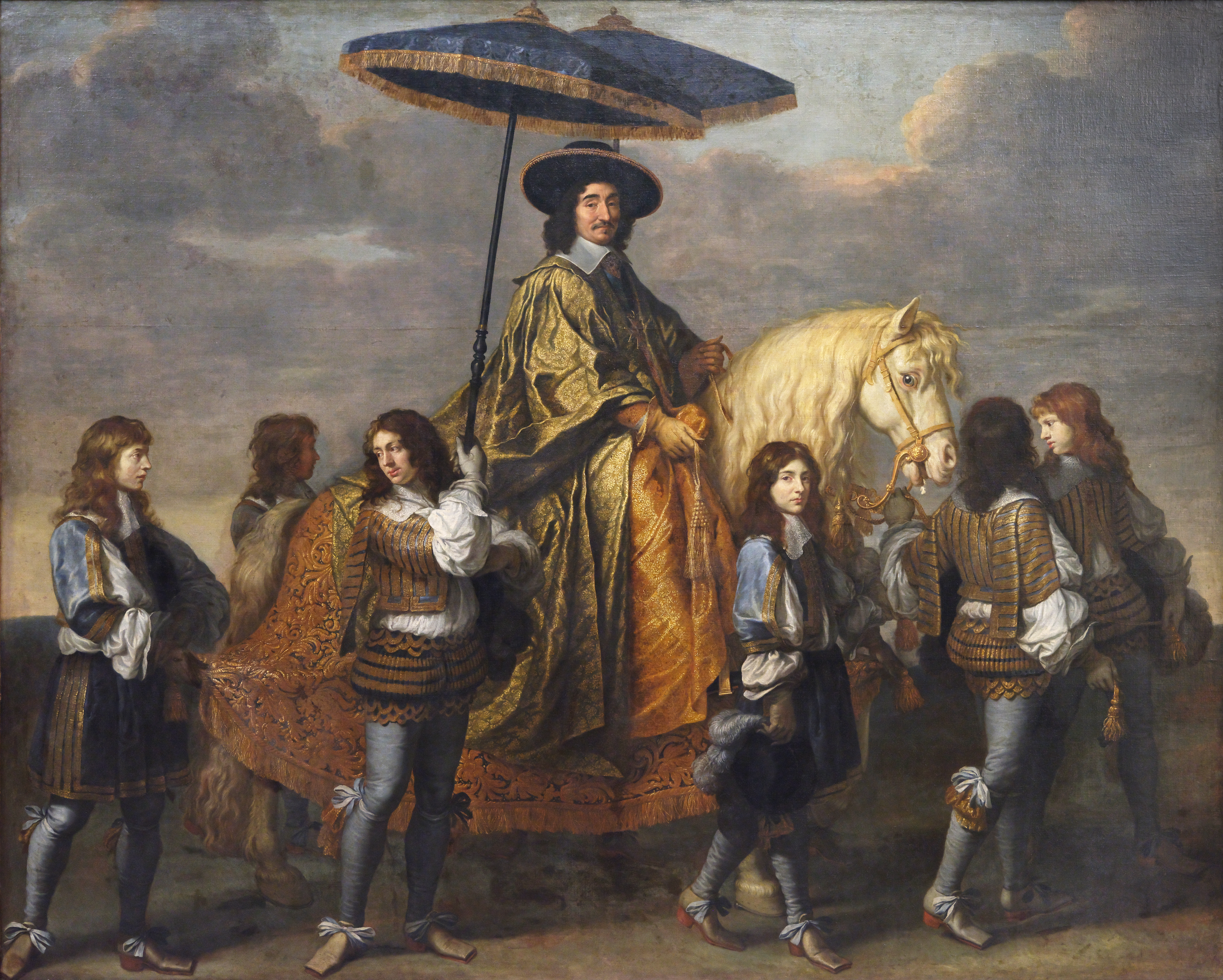
El canciller Séguier en 1660, por Charles Le Brun. Los Seguier son el arquetipo de una familia de nobleza de toga.

La nobleza de toga se confería con la adquisición de un cargo público al servicio del rey o de la Corona. El jurista del siglo XVII Charles Loyseau la definió como «una dignidad ordinaria con autoridad pública», significando que, por ser "ordinaria", era permanente (en contraposición a "extraordinaria" o temporal); y que por "dignidad", el cargo confería estatus social y nobleza. Dicha nobleza podía ser hereditaria para el caso de los cargos más importantes, como por ejemplo el de canciller, los cuales no solían ponerse a la venta, sino que mantenían su significado político; o conferir nobleza sólo durante la vida del titular.
Sin embargo, el ennoblecimiento vitalicio podía hacerse hereditario si una misma familia mantenía un cargo durante tres generaciones sucesivas o a lo largo de un cierto período de tiempo (que varió de 100 años a poco más de 20). Esto era algo relativamente sencillo de conseguir, pues una vez adquirido, generalmente el cargo podía ser tratado como una propiedad privada, y por tanto ser vendido, comprado o transferido. Esto hizo que a lo largo de los siglos XVI y XVII floreciera en Francia una nueva nobleza, la "nobleza de toga", vinculada a la adquisición y ejercicio de cargos públicos. Formalmente, no se distinguía de la nobleza tradicional, y en muchos casos los miembros de esta accedían también al proceso de compra-venta de cargos. No obstante, socialmente sí que se hacía distinción, sobre todo entre los estratos más altos de la nobleza, por cuanto ser noblesse d'épée denotaba una antigüedad familiar y unos orígenes mucho más ilustres. Ello contribuyó a que la nobleza de toga desarrollara una estricta conciencia de grupo.
Los privilegios adquiridos con el cargo público eran cuantiosos. Los salarios no solían ser elevados, pero los cargos estaban asociados a muchos beneficios, tales como la exención de determinados impuestos, preeminencias sociales... Ello hizo que fueran especialmente deseables para todos aquellos que desearan ascender en el escalafón social, y la compra de cargos se convirtió en el principal instrumento de movilidad social de la Francia del Antiguo Régimen.
La naturaleza de los cargos públicos era variada: desde recaudadores de impuestos o inspectores de finanzas (trésoriers de France, élus) hasta cargos cortesanos y administrativos (clercs, secretaire d'état, conseiller,...), militares (la mayor parte de los oficiales del ejército y la marina), o judiciales y legales (notaire, conseiller, audiencier, grand rapporteur, président,...). La creciente demanda y las necesidades pecuniarias de la monarquía francesa hicieron que la Corona creara muchos más cargos de los necesarios, lo cual redundó a la larga en serios problemas políticos para la autoridad real. En efecto, al vender un cargo el rey perdía en parte el control de su propia autoridad: los titulares tendían a desarrollar conciencia de grupo y actuar mirando al interés de su propio estamento, lo cual no siempre coincidía con las necesidades del rey. Igualmente, muchos nobles de toga veían en el propio cargo público la manera de recuperar la inversión que habían realizado y de aumentar sus ingresos, con lo que la corrupción se generalizaba. Además, la venta indiscriminada de cargos no distinguía entre la idoneidad o no del comprador para el cargo, y en muchos casos éstos recaían sobre gente sin la formación adecuada para el correcto desempeño del mismo. La naturaleza del cargo solía ser vitalicia o, a lo sumo, a muy largo plazo, por lo que el monarca se veía en muchos casos impotente a la hora de querer prescindir de alguno de estos cargos, algo que sólo solía conseguirse por medio de cuantiosas indemnizaciones a los afectados.
La venta de cargos venales fue una fuente constante de tensiones políticas desde muy temprano. En los Estados generales de 1484 convocados al principio del reinado de Carlos VIII, los tres estamentos feudales (nobleza, clero y estado llano) reclamaron al monarca la suspensión de la venta de cargos públicos, que no obstante continuó inalterada durante todo el siglo XVI. Las razones para ello se fundamentaban en que la venta de cargos públicos ponía fuera del control político de cada uno de los estamentos diversos aspectos de la incipiente administración de Francia a favor de la nobleza de toga. Por ejemplo, la venta de cargos judiciales suponía que la nobleza tradicional y, sobre todo, el clero perdían el acceso y el control sobre los procesos judiciales, lo que los dejaba a merced de la nobleza de toga. Igualmente, la venta de cargos de recaudadores de impuestos suponía una merma de las competencias de las corporaciones municipales controladas por los burgueses.
En ambos casos, los miembros de la nobleza de toga se erigían en una clase social con estricta conciencia de grupo, de carácter cuasi-hereditario, cuyos miembros provenían de un reducido número de familias, habitualmente de origen burgués. Esto se veía favorecido por los requisitos necesarios para acceder a ciertos cargos en venta, que suponía una barrera de acceso a la nobleza de toga y convertía el ennoblecimiento en un cuidadoso programa intergeneracional (puesto que se necesitaban tres generaciones consecutivas para acceder a la nobleza permanente). 
Así, hacia mediados del siglo XVI los cargos de los Parlements de justicia estaban estrictamente demarcados según las calificaciones universitarias requeridas para ejercerlos. Los cargos menores, como los de secretaire du roi y de audiencier (secretarios del tribunal y del registro del Parlement), no requerían titulación universitaria, pero los de conseiller, grand rapporteur, o président (miembro del tribunal de alguna de las salas de los Parlement), exigían los grados de bachiller o de doctor en leyes, y haber servido en categorías inferiores o en tribunales menores durante un cierto número de años. Estos requisitos académicos definían la carrera de muchos de los miembros de la nobleza de toga. Un burgués acaudalado pero sin educación universitaria podía a lo sumo adquirir un cargo menor, y esperar que sus descendientes ascendieran en el escalafón de la nobleza de toga planeando para ello su educación, matrimonio, y relaciones sociales. 
Por ejemplo, el diarista Pierre de l'Estoile (1546-1611) era un miembro prototípico de una familia de nobleza de toga: su abuelo había sido président des enquêtes en el Parlamento de París, y su padre había ido ascendiendo de conseiller (1538) a grand rapporteur (1543), président de la Cour des aides (1552) y finalmente président des enquêtes (1554) en el mismo Parlamento. La familia de su madre también pertenecía a esta clase social (su abuelo materno había llegado a ser garde des sceaux de France); y su propia esposa, Anne de Baillon, era igualmente hija de una ilustre familia de nobleza de toga, siendo su padre igualmente président. Siguiendo un plan prestablecido, en 1566 Pierre de l'Estoile fue enviado a estudiar leyes a Bourges, pero no se graduó, con lo nunca pudo ascender más allá de los cargos de secretaire du roi y audiencier. Pese a ello, su prestigio familiar estaba plenamente establecido, y el hecho de ser miembro de tercera generación de una familia de nobleza de toga le confirieron nobleza permanente. 
De forma similar, el ensayista Michel de Montaigne (1533-1592), pertenecía a una familia de nobleza de toga, aunque para ennoblecerse su familia siguió una trayectoria menos convencional que la de los de l'Estoile. Su bisabuelo, Ramon Felipe Eyquem, había sido un próspero mercader de Burdeos que usó su fortuna para en 1477 adquirir el señorío de Montaigne, un pequeño feudo vasallo del arzobispado de Burdeos. Esta adquisición fue el primer paso para ennoblecer a su familia: según las reglas de la época, si en 1577 el señorío de Montaigne seguía en manos de los Eyquem, éstos serían ennoblecidos; El abuelo de Montaigne, Grimon Eyquem, continuó con la trayectoria comercial de la familia, pero su hijo, Pierre Eyquem, nacido ya en el castillo de Montaigne, sirvió como soldado en las guerras italianas, a raíz de lo cual en 1519 fue reconocido como escudero por el arzobispo de Burdeos, Jean de Foix (1483-1529). Posteriormente ejerció el cargo de alcalde de Burdeos, pero su estatus social no era lo suficientemente elevado como para casarse con la nobleza de toga y, por el contrario, se desposó con Antoinette Lopez de Villanueva (1514-1601), miembro de una próspera familia de comerciante de origen marrano. Siguiendo las ambiciones de la época, Pierre envió a su hijo Michel de Montaigne a graduarse en leyes a la universidad de Toulouse en 1546, y posteriormente su familia adquirió para él el cargo de conseiller en el tribunal de Périgueux en 1550, de donde pudo finalmente entrar en el Parlement de Burdeos en 1556 como président. Una vez establecido, fue casado con Françoise de la Cassaigne, cuyo padre era también miembro del Parlement de Burdeos. En 1577, como habían transcurrido cien años desde que su bisabuelo adquiriera el señorío, Montaigne y su familia quedaron ennoblecidos permanentemente de haber tenido descendientes, los herederos de Montaigne hubieran sido nobles con el título de señores de Montaigne.
Hacia comienzos del siglo XVII la situación era tal que los cargos venales se habían convertido en el principal obstáculo para el desarrollo de la incipiente autoridad absoluta del monarca. Las políticas de Richelieu, Mazarino y Colbert tendieron hacía la creación de una nueva clase de funcionarios reales, los "intendants", originariamente supervisores de los recaudadores de impuestos, que estaban sujetos a la autoridad directa del gobierno y podían ser cesados con mucha mayor facilidad. Poco a poco, estos intendant fueron asumiendo funciones originalmente en manos de cargos venales, como en el caso de los recaudadores de impuestos (los trésoriers de France y los élus), pues la administración de las finanzas públicas y la recaudación de impuestos se habían convertido en uno de los ámbitos del Estado en el que la venta de cargos venales se había vuelto más problemática, habida cuenta de la inmensa corrupción que suponía. Igualmente, se tendió a regular más estrictamente otros cargos públicos como los oficiales militares, que hasta entonces estaban caracterizados por el inmenso absentismo de oficiales al estar éstos obligados a correr con los gastos de manutención de sus respectivos regimientos.
En general, aunque la creación y compra-venta de cargos se mantuvo, se limitó su uso y se tendió a minimizar el impacto negativo que hasta entonces había tenido. La nobleza de toga no desapareció con las reformas del siglo XVII. En el caso de las administraciones de justicia, por ejemplo, se mantuvo casi intacta. Las subastas de cargos públicos y militares continuaron celebrándose hasta la Revolución francesa, y posteriormente, durante el Imperio Napoleónico y la Restauración, se continuó con la costumbre.
En todo caso, la presencia de la noblesse de robe dentro del aparato administrativo del estado francés fue preponderante. Monarcas como Luis XIV o Luis XV supieron reconocer en ella un aliado frente a la nobleza tradicional, y típicamente relegaba a ésta a mandos militares mientras la administración del estado recaía sobre la noblesse de robe, que pese a sus prerrogativas y características propias resultaba mucho más manejable que la nobleza tradicional. La inmensa mayoría de los altos cargos políticos y de la administración del estado francés durante los reinados de Luis XIV, Luis XV y Luis XVI eran burgueses ascendidos a noblesse de robe: Michel de Montaigne, Pierre de L'Estoile, Jacques Necker, Jean-Baptiste Colbert, Nicolas Fouquet, Pierre Séguier,... Además, la nobleza de toga jugó un papel fundamental en la Ilustración, siendo el principal grupo social que, por su tendencia a un mayor progresismo, apoyó el movimiento: Montesquieu, presidente del Parlamento de Burdeos, fue probablemente el noble de toga más famoso.